# Фелдерхоф, Хендрик
Хендрик Виллем Фелдерхоф (нидерл. Hendrik Willem Felderhof, 4 сентября 1905, Буссум — 17 декабря 1969, Ассен) — голландский шахматист.
В составе сборной Нидерландов участник неофициальной шахматной олимпиады 1936 г. (выступал на 3-й доске).
Участник международного турнира в Схевенингене (1933 г.).

## Спортивные результаты
| Год  | Город          | Соревнование                                                       | + | − | = | Результат | Место |
| ---- | -------------- | ------------------------------------------------------------------ | - | - | - | --------- | ----- |
| 1930 | Буссум         | Матч Буссум — Утрехт (против А. Олланда)                           | 0 | 1 | 0 | 0 из 1    |       |
| 1931 | Буссум         | Матч Буссум — ШК VAS (против Г. Веенинка)                          | 0 | 0 | 1 | ½ из 1    |       |
|      | Буссум         | Матч Буссум — ШК ASC (против М. Эйве)                              | 0 | 0 | 1 | ½ из 1    |       |
| 1932 | Амстердам      | Турнир голландских шахматистов                                     |   |   |   |           |       |
| 1933 | Гаага — Лейден | Чемпионат Нидерландов                                              | 4 | 3 | 2 | 5 из 9    | 4     |
|      | Схевенинген    | Международный турнир                                               | 1 | 3 | 3 | 2½ из 7   | 4—6   |
| 1934 | Клостернойбург | Международный турнир                                               |   |   |   |           | [ 3 ] |
| 1936 | Мюнхен         | Неофициальная шахматная олимпиада (сборная Нидерландов, 3-я доска) |   |   |   | [ 4 ]     |       |
| 1940 | Амстердам      | Турнир голландских шахматистов                                     |   |   |   |           |       |
| 1942 | Амстердам      | Турнир голландских шахматистов                                     |   |   |   |           |       |